# Premio Helen B. Warner per l'astronomia
Il premio Helen B. Warner per l'astronomia (in inglese Helen B. Warner Prize for Astronomy) è assegnato ogni anno dall'American Astronomical Society ad un giovane astronomo (di età inferiore ai 36 anni, o entro 8 anni del conseguimento del dottorato di ricerca) per un contributo significativo nel campo dell'astronomia teorica o dell'osservazione astronomica.

## Cronotassi dei vincitori
- 1954 - Aden Meinel
- 1955 - George Herbig
- 1956 - Harold Johnson
- 1957 - Allan Sandage
- 1958 - Merle F. Walker
- 1959 - Margaret Burbidge, Geoffrey Burbidge
- 1960 - Halton Arp
- 1961 - Joseph W. Chamberlain
- 1962 - Robert Kraft
- 1963 - Bernard F. Burke
- 1964 - Maarten Schmidt
- 1965 - George W. Preston
- 1966 - Riccardo Giacconi
- 1967 - Pierre Demarque
- 1968 - Frank James Low
- 1969 - Wallace Sargent
- 1970 - John N. Bahcall
- 1971 - Kenneth Kellermann
- 1972 - Jeremiah Ostriker
- 1973 - George Carruthers
- 1974 - Dimitri Mihalas
- 1975 - Patrick Palmer, Ben Zuckerman
- 1976 - Stephen E. Strom
- 1977 - Frank Shu
- 1978 - David Schramm
- 1979 - Arthur Davidsen
- 1980 - Paul C. Joss
- 1981 - William H. Press
- 1982 - Roger Blandford
- 1983 - Scott D. Tremaine
- 1984 - Michael Turner
- 1985 - Lennox L. Cowie
- 1986 - Simon White
- 1987 - Jack Wisdom
- 1988 - Mitchell C. Begelman
- 1989 - Nicholas Kaiser
- 1990 - Ethan Vishniac
- 1991 - Shrinivas Kulkarni
- 1992 - Edmund Bertschinger
- 1993 - John F. Hawley
- 1994 - David Spergel
- 1995 - E. Sterl Phinney
- 1996 - Fred Adams
- 1997 - Charles C. Steidel
- 1998 - Marc Kamionkowski
- 1999 - Lars Bildsten
- 2000 - Wayne Hu
- 2001 - Uroš Seljak
- 2002 - Adam Riess
- 2003 - Matias Zaldarriaga
- 2004 - William Holzapfel
- 2005 - Christopher Reynolds
- 2006 - Re’em Sari
- 2007 - Sara Seager
- 2008 - Eliot Quataert
- 2009 - Scott Gaudi
- 2010 - Scott Ransom
- 2011 - Steven R. Furlanetto
- 2012 - Eric B. Ford
- 2013 - Mark Krumholz
- 2014 - Christopher M. Hirata
- 2015 - Ruth Murray-Clay
- 2016 - Philip F. Hopkins
- 2017 - Charlie Conroy
- 2018 - Yacine Ali-Haïmoud
- 2019 - Jo Bovy
- 2020 - Smadar Naoz
- 2021 - Rebekah Dawson
- 2022 - Brett McGuire
- 2023 - Ana Bonaca